# تيد أولدفيلد
تيد أولدفيلد (بالإنجليزية: Ted Oldfield)‏ (13 يوليو 1918 بهلسبي في المملكة المتحدة - 2006) هو لاعب كرة قدم بريطاني (وحمل سابقاً جنسية المملكة المتحدة لبريطانيا العظمى وأيرلندا) في مركز الوسط. لعب مع بورت فايل.